# Zinder I

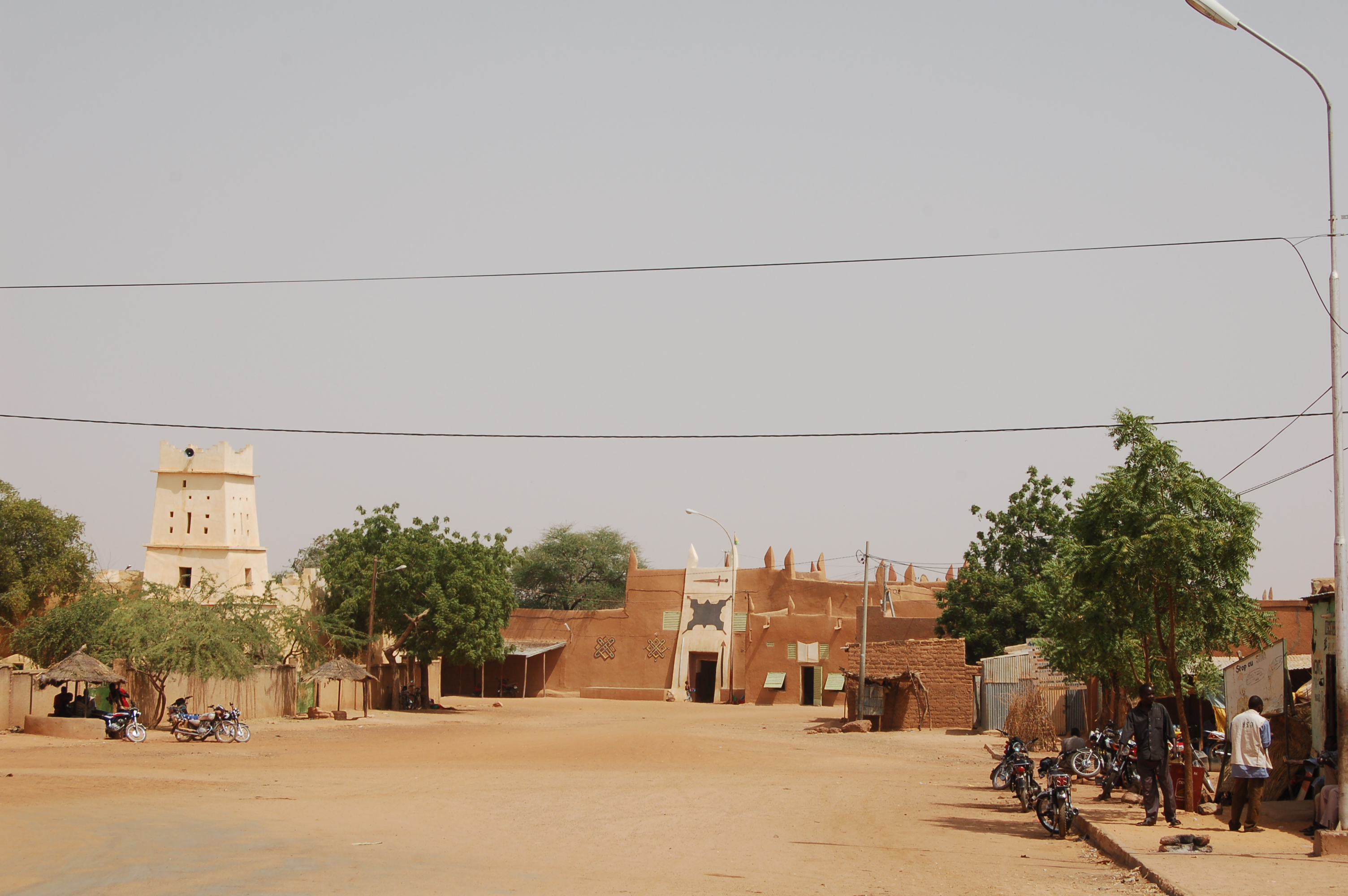
Zinder, Sultanspalast (2007)

Zinder I ist eines der fünf Arrondissements der Stadt Zinder in Niger.

## Geographie
Zinder I liegt im Zentrum der Stadt und schließt den historischen Stadtkern Birni mit ein. Es grenzt im Nordwesten an das Arrondissement Zinder IV, im Nordosten an das Arrondissement Zinder II und im Süden an das Arrondissement Zinder V. Die angrenzenden Landgemeinden sind Gaffati im Osten, Kolléram im Südosten und Droum im Südwesten. Durch Zinder I verläuft der 9. Längengrad.
Das Arrondissement ist in ein urbanes und ein ländliches Gebiet geteilt. Das urbane Gebiet ist in mehrere Stadtviertel gegliedert und im ländlichen Gebiet gibt es mehrere Dörfer und Weiler.
Die Stadtviertel sind:
- Camp de Garde
- Chétimari
- Dadin Sarki
- Dan Yaro Sultan
- Etat Major
- Franco
- Galadima
- Garin Makahi
- Jambourou
- Kachéni
- Kouran Daga
- Manzozo
- Marka
- Rougga Sarkin Foulani
- Sabon Gari
- Sultanat
- Tilacoco
- Yada Kondagué

Die Dörfer sind:
- Angoual Dan Bourssou
- Angoual Gouarawa
- Angoual Maloummey
- Dan Brandia
- Dan Chamoua Haoussa
- Garin Boulama
- Garin Malam Maïgamdji
- Garin Mama
- Garin Noma
- Kandari
- Maïto Angoual Daoudou
- Maïto Marka
- Marka Maï Doumma
- Marka Sountali
- Rougal Gadaram
- Tapkin Kalgo
- Tchentchindi

Die Weiler sind:
- Dan Tounkou
- Gangaré
- Garin Adamou Bouzou
- Garin Badakey
- Garin Chéga
- Garin Dillaro
- Garin Géré
- Garin Kadou
- Garin Kaïlou
- Garin Madougou
- Garin Maï Goto
- Garin Makéra
- Garin Malam Alassane
- Garin Malam Idi
- Garin Najaja
- Garin Tchaouta
- Idon Kogui
- Kaki Maza
- Kangarari
- Rougal Hassan Bawada
- Tchentchindi[2]

## Geschichte
Die Verwaltungseinheit Zinder I wurde 2002 als Stadtgemeinde (commune urbaine) gegründet, als die Stadt Zinder in einen Gemeindeverbund (communauté urbaine) aus fünf Stadtgemeinden umgewandelt wurde. Im Jahr 2010 gingen aus den Stadtgemeinden Zinders die fünf Arrondissements hervor.

## Bevölkerung
Bei der Volkszählung 2012 hatte Zinder I 84.610 Einwohner, die in 12.709 Haushalten lebten. Bei der Volkszählung 2001 betrug die Einwohnerzahl 73.210 in 12.665 Haushalten.

## Politik
Der Bezirksrat (conseil d’arrondissement) hat 14 Mitglieder. Mit den Kommunalwahlen 2020 sind die Sitze im Bezirksrat wie folgt verteilt: 11 RDR-Tchanji und 3 PNDS-Tarayya.